# Balandra

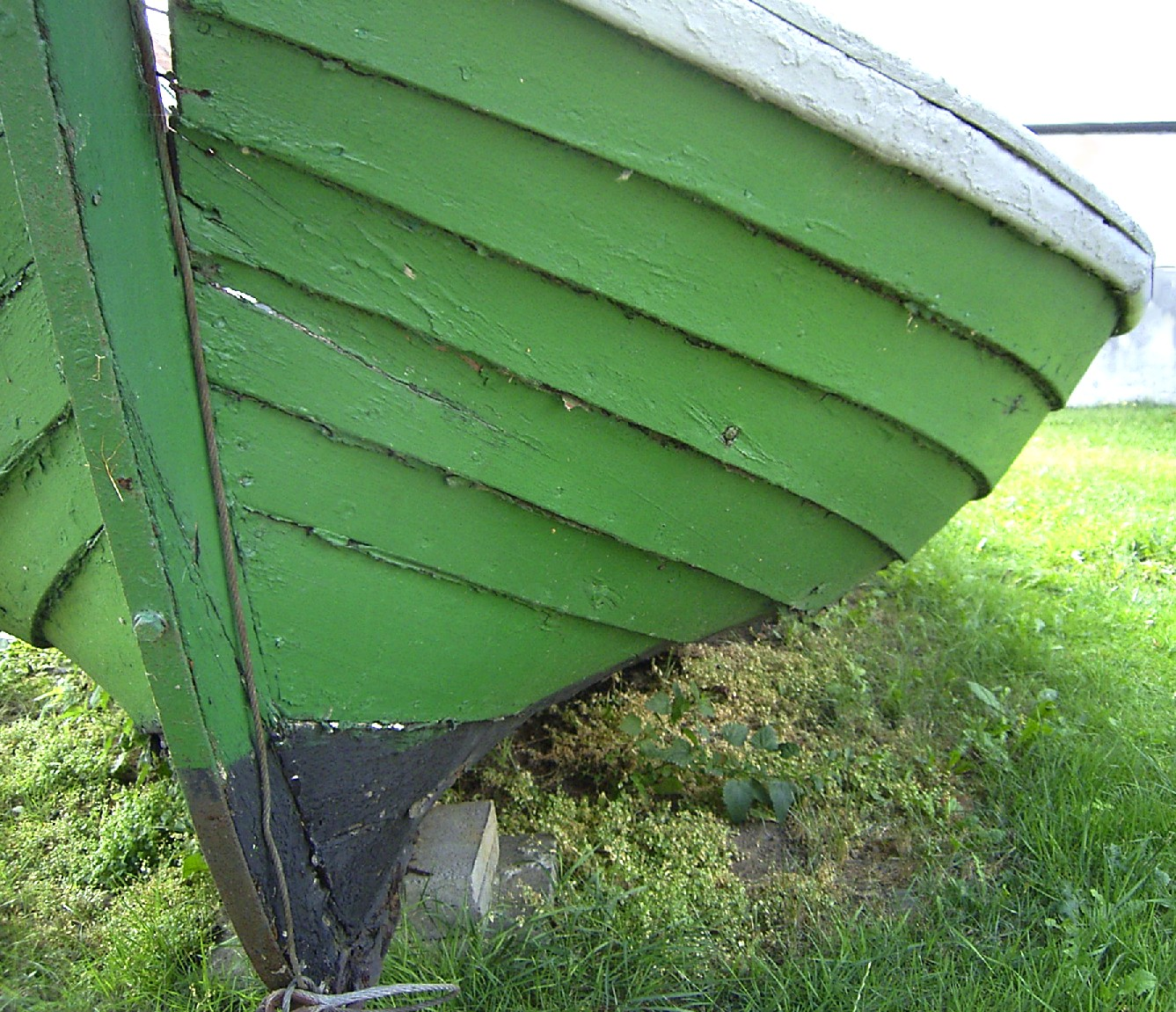
Balandra de construcció "trincada".

Balandra és el nom genèric que es refereix a una embarcació de vela d'un sol pal, destinada tradicionalment a la pesca o a les activitats de cabotatge i, modernament, també a la navegació d'esbarjo. Com a embarcació d'esbarjo, una balandra és un iot a vela d'un sol pal, amb vela major àurica (cangrea) o de guaira, o bé, bermudiana (de ganivet). Com veurem de seguida, una balandra respon a una classificació específica: pot estar aparellada com a sloop o bé com a cúter. I, de fet, són aquestes les denominacions a les quals, actualment, acostuma a fer servir. Tot i compartir la mateixa concepció del pla vèlic, cal distingir una balandra d'un balandre. Un balandre és una embarcació més petita que una balandra; no es pot classificar com a iot, atès que aquesta petita embarcació - germana petita de la balandra - no té cabina i, sovint, tampoc disposa de coberta o bé, si en té, es tracta d'una coberta parcial, protegint només el triangle de proa i la popa.
Les balandres estan construïdes normalment amb taules de fusta  clavades parcialment una damunt de l'altra, contràriament al que es fa en la construcció d'una caravel·la.

## Sloop
Pel que fa a les veles d'estai o de proa, una balandra (i també un balandre) pot estar aparellada com a sloop, amb un sol estai i amb la vela corresponent envergada: un gènova amb enrotllador que permet reduir la superfície d'aquesta vela segons les condicions de vent i mar sense necessitat de sortir de la seguretat que dona la banyera o lloc de pilotatge, o bé un conjunt de diversos flocs i gènoves de diverses superfícies i gramatges les quals són intercanviables i es fixen a l'estai mitjançant un conjunt de mosquetons; fent ús de la drissa corresponent que passa per la politja fixada dalt del pal i es connecta per un extrem al puny de drissa de la vela, per tal que es puguin hissar o bé arriar.

## Cúter
Una balandra (i també un balandre) es pot aparellar també com a cúter, amb més d'una vela a proa: bàsicament, una vela trinqueta (envergada a l'estai del mateix nom, ja sigui amb enrotllador o mitjançant el sistema tradicional, amb mosquetons) i un ianqui, gènova o floc de dimensions variables, però de major superfície que la vela de trinqueta la qual, com ja s'ha dit, se situa més retrasada en relació al floc/gènova. El floc (o el gènova) va envergat a l'estai situat a proa de l'estai de trinqueta, ja sigui pel mètode tradicional amb mosquetons, o bé fent ús d'un mecanisme enrotllador. Aquest estai es fixa al pal en un punt més elevat que el de l'estai de trinqueta de forma que ambdós es disposin de forma paral·lela. Els cúters clàssics (amb vela major àurica), i també alguns dels cúters bermudians (més moderns), consten també d'un pal anomenat bauprès que s'avança a la roda del vaixell, a l'extrem del qual s'aferma l'estai del floc (o del gènova).
Com en tot veler, cada vela d'una balandra, una vegada hissada, ja sigui aquesta la vela major, la trinqueta, el floc, el ianqui o el gènova, es pot trimar mitjançat les corresponents escotes, a més, d'altres sistemes i mecanismes de reducció de vela, i d'altres sistemes de politges i caps que permeten fer un reglatge més precís de la vela i treure'n el màxim rendiment, com ara el cunningham i l'ocellet, per ajustar la tensió del gràtil i l'embossament de la major. A més a més de les veles d'estai i de la vela major, els sloops permeten aparellar un espinnaker mitjançant un tangó fixat al pal que permet garantir que aquesta vela de gran superfície i poc gramatge, porti adequadament navegant amb vents fluixos i rumbs d'empopada o a un llarg, la drissa per arriar-la o hissar-la, l'escota i braça.
Tant els sloops com els cúters també permeten aparellar un gennaker, una vela semblant a l'espinaker, però més fàcil de manipular, ja que prescindeix del tangó, i que també rep el nom d'espi asimètric perquè donat que porta adequadament amb vents que entrin per l'aleta o pel través cal que el veler navegui amurat, a babord o a estribord. En condicions adverses, amb vents molt forts i molta mar, les balandres disposen de veles de capa (majors més petites, pesants i resistents) i tormentí (floc molt petit i resistent) per permetre el govern de l'embarcació i a la vegada reduir el risc de trencar les veles i eixàrcia.